# Gradskovo
Gradskovo (em cirílico: Градсково) é uma vila da Sérvia localizada no município de Zaječar, pertencente ao distrito de Zaječar, na região de Timočka Krajina. A sua população era de 482 habitantes segundo o censo de 2011.

## Demografia
| 1948 | 1953 | 1961 | 1971 | 1981 | 1991 | 2002 | 2011 |
| ---- | ---- | ---- | ---- | ---- | ---- | ---- | ---- |
| 1332 | 1298 | 1288 | 1247 | 1130 | 947  | 666  | 482  |